# Кто с мечом к нам придёт, от меча и погибнет!

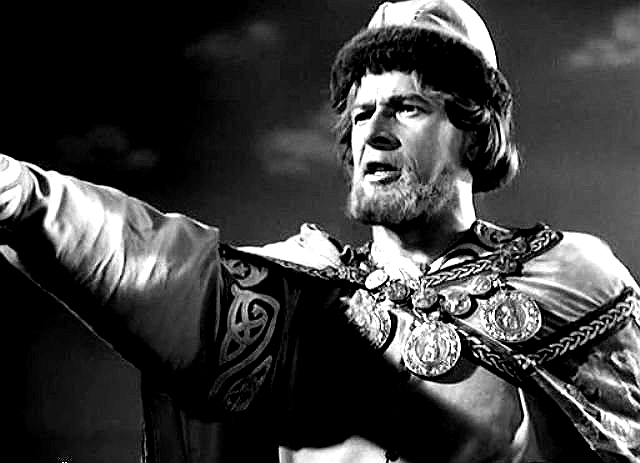
Николай Черкасов в роли Александра Невского

«Кто с мечом к нам придёт, от меча и погибнет!» — крылатое выражение, возникшее после художественного исторического фильма «Александр Невский» С. М. Эйзенштейна и часто ошибочно приписываемое древнерусскому князю Александру Ярославичу Невскому. Окончательный вариант сценария был создан писателем П. А. Павленко при деятельном участии режиссёра. Фильм содержит легко читаемую аллегорию: под псами-рыцарями подразумевается нацистская Германия, а под Новгородской Русью — Советский Союз. Эта аллегория использовалась в качестве антифашистской пропаганды. В финале картины исполнитель заглавной роли Н. К. Черкасов произносит слова, обращённые к пленным немецким рыцарям-крестоносцам: «Кто с мечом к нам войдёт, от меча и погибнет!», на чём и основывается ставшее крылатым выражение. В конце фильма эта фраза была повторена в виде титров. Патриотический фильм вышел на экраны 1 декабря 1938 года и заслужил всенародное признание. Он сыграл значительную роль в популяризации образа древнерусского князя. Фразу часто приписывают князю Александру несмотря на то, что к этому нет оснований. Предполагается, что Павленко ориентировался на сходную риторику, восходящую к Евангелию, римскому выражению и речи Иосифа Сталина.
В позднейшее время получил распространение шуточный вариант: «Кто к нам с чем зачем, тот от того и того».

## Происхождение выражения и его смысл
Выражение «Кто с мечом к нам придёт, от меча и погибнет!», а также близкие к нему варианты часто приписывается древнерусскому князю Александру Невскому, однако в немногочисленных летописных источниках, посвящённых ему, фраза не упоминается.
Считается, что фраза является аллюзией на цитату из Евангелия от Матфея (Мф. 26:52) «Ибо все, взявшие меч, мечом погибнут». Эти слова произносит Иисус Христос, когда его приходят схватить и обречь на казнь, а один из учеников хватается за оружие и пытается защитить учителя от толпы. Ещё одним источником фразы могли послужить слова из Апокалипсиса Иоанна Богослова «Кто ведёт в плен, тот сам пойдёт в плен; кто мечом убивает, тому самому надлежит быть убиту мечом. Здесь терпение и вера святых» (Апокалипсис, 13:10).
Подобное выражение было известно ещё в доевангельские времена. В Древнем Риме оно бытовало в качестве крылатого выражения: Кто воюет мечом, от меча и погибает — (лат. Qui gladio ferit, gladio perit).

## История появления и распространения
Выражение появилось в фильме С. М. Эйзенштейна «Александр Невский» — советском художественном историческом фильме о древнерусском князе Александре Невском, одержавшем победу в битве с рыцарями Ливонского ордена на Чудском озере 5 апреля 1242 года. Киноэпопея относится к серии классических советских исторических фильмов 1930-х годов и считается одной из лучших работ классика мирового кинематографа. Фильм вышел на экран 1 декабря 1938 года и заслужил всенародное признание. Он сыграл значительную роль в популяризации образа древнерусского князя. Эйзенштейн совместно с писателем П. А. Павленко создал несколько вариантов сценария будущего фильма. В третьем варианте сценария Павленко и Эйзенштейна, опубликованном в 1938 году, «фраза Невского» звучит следующим образом: «— Идите и скажите всем в чужих краях, что Русь жива. Пусть без страха жалуют к нам в гости. Но если кто с мечом к нам войдёт, от меча и погибнет. На том стоит и стоять будет Русская земля!». В этом варианте она и вошла в финал картины Эйзенштейна, где её произносит исполнитель заглавной роли актёр Николай Черкасов. В конце фильма эта фраза была повторена в виде титров, что подчёркивает их значение. Эти слова остались и в киноповести Павленко «Русь», созданной на основе фильма и его сценария.
Фразу со сходным посылом Сталин произнёс 26 января 1934 года на XVII съезде ВКП(б), где в своём отчётном докладе говорил о Германии и Японии:
Мы стоим за мир и отстаиваем дело мира. Но мы не боимся угроз и готовы ответить ударом на удар поджигателей войны. Кто хочет мира и добивается деловых связей с нами, тот всегда найдёт у нас поддержку. А те, которые попытаются напасть на нашу страну, — получат сокрушительный отпор, чтобы впредь неповадно было им совать своё свиное рыло в наш советский огород. Такова наша внешняя политика.
По мнению немецкого историка Ф. Б. Шенка, в программной речи Невского в эпилоге фильма нашло место несколько аллюзий и в первую очередь она является «коллажем» из слов Иисуса Христа и речи Сталина. Фильм содержит легко читаемую аллегорию: под псами-рыцарями подразумевается нацистская Германия, а под Новгородской Русью — Советский Союз. Это сравнение использовалось в качестве антифашистской пропаганды перед и во время Великой Отечественной войны. По этому поводу Эйзенштейн писал:
Мы взяли исторический эпизод 13 века, когда предки сегодняшних фашистов, тевтонские и ливонские рыцари, развязывали систематическую борьбу для захвата и вторжения на Восток с целью порабощения славян и других национальностей в точности с таким же духом, как и фашистская Германия пытается это
делать сегодня, с теми же самыми бешеными лозунгами и тем же самым фанатизмом.
Фразу произнёс президент России Владимир Путин 9 марта 2020 года в серии интервью, посвящённых 75-летию Победы в Великой Отечественной войне.

## В искусстве и популярной культуре

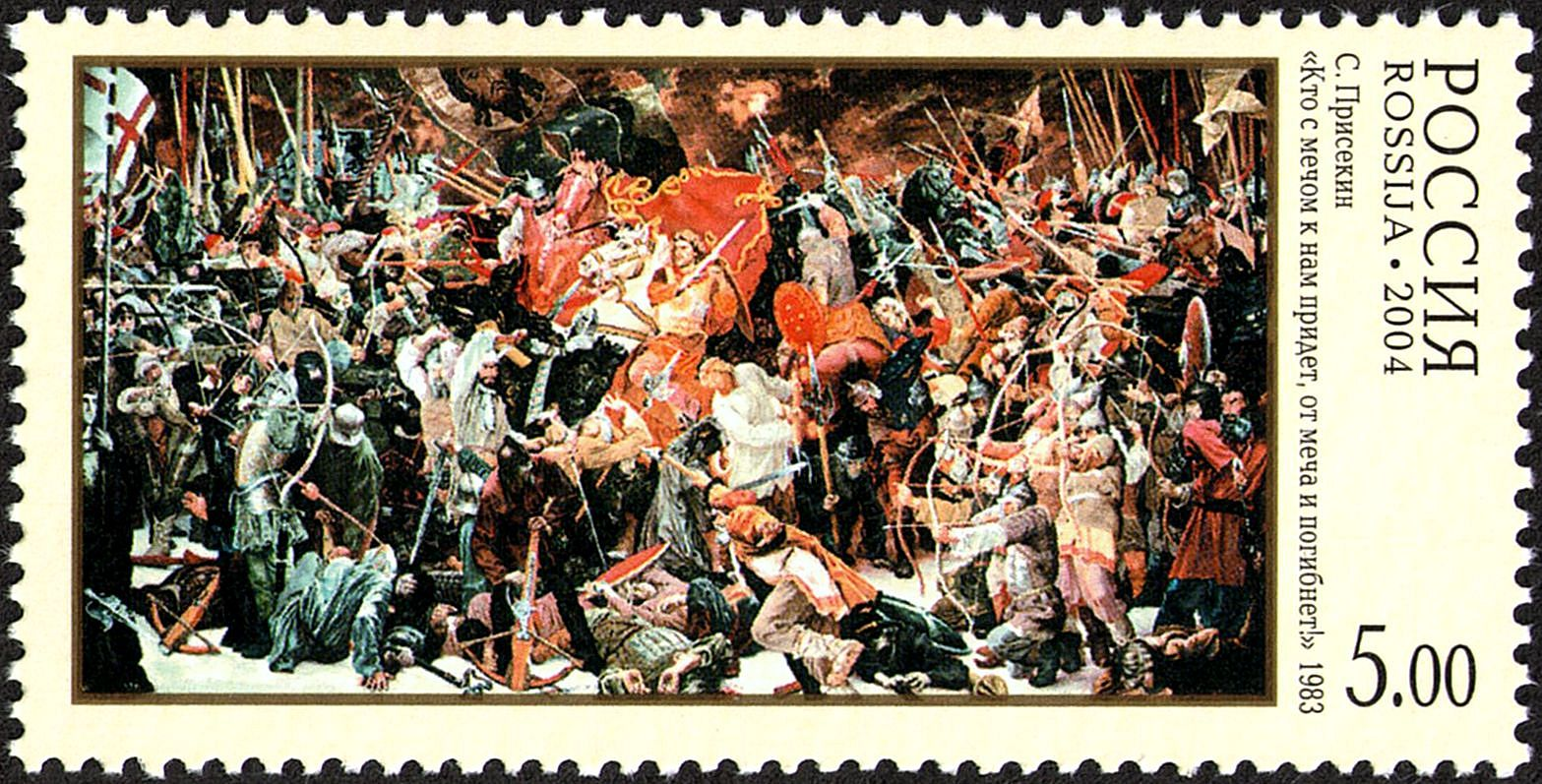
Сергей Присекин, «Кто к нам с мечом придёт, от меча и погибнет!», 1983. Марка серии «Славим Отечество!» (Россия, 2004, ЦФА [АО «Марка»] #952; Mi #1183

В 1942 году, в год 700-летия Ледового побоища, были выпущены плакаты с цитатой Сталина: «Пусть вдохновляет вас в этой войне мужественный образ наших великих предков». На одном из плакатов был изображён Александр Невский. На некоторых из них были приведены слова князя из фильма, которые были подписаны — Александр Невский. Эта цитата появляется на советских плакатах и после войны.
В 1983 году художник С. Н. Присекин получил известность своей дипломной работой «Кто с мечом к нам придёт, от меча и погибнет!» Она была удостоена Большой серебряной медали Академии художеств СССР и Премии Ленинского комсомола. Позже это батальное полотно было помещено в аванзал Большого Кремлёвского дворца.
Фраза используется на майках и футболках, сувенирной символике.